# 弦卷真纪
弦卷真纪（日语：／ Tsurumaki Maki）是虚构組合Jam乐队中的队长兼主吉他手，而該組合是數字音樂工作站Magix Music Maker系列的虚拟形象。
弦卷真纪的配音最初為日本声优民安友绘。2010年11月12日，AHS发行了民安友绘的文本朗读軟體Voiceroid +产品，并且运用弦卷真纪作为虚拟形象。之後，更新版Voiceroid + EX产品發佈，還被类人型机器人Pepper搭載作为其语音功能。2020年12月24日，AHS宣佈弦卷真纪的配音更換為田中真奈美，並在翌年发行了语言合成软件CeVIO AI朗读型产品和歌声合成軟體Synthesizer V产品。

## 背景
Magix Music Maker是德国Magix開發的数字音乐工作站，之後被AHS代理引進日本，并在2007年12月21日发售了本地化版本，为本地化版本创作出“Jam乐队”的虚拟形象为卖点，該組合被设定为初音未来的伴奏乐队，能為它制作歌曲的伴奏，目前成员有队长兼主吉他手弦卷真纪、贝斯手天音Kana（天音カナ）、鼓手鼓Rizumu（鼓リズム）、键盘手鼓Kanon（鼓カノン）、副吉他手御手师Marii（御手師マリー）和吉祥物Robota（ロボタ）。

## 特征
弦卷真纪有一頭黃髮，衣服配色紅白相間，胸圍很大。在教程書籍《第一次使用Music Maker》（はじめてのMusic Maker）和《第一次使用Music Maker MX & Vocaloid 3》（はじめてのMusic Maker MX & Vocaloid 3）中，公開了弦卷真纪其他的細節，弦卷真纪喜愛的樂器是吉他Fender Mustang，與爸爸兩個人生活，爸爸的拿手菜是卤蛋，弦卷真纪想養臘腸犬，会介意自己的塌鼻子，并有很多後輩暗戀著她。
- 口頭禪：
- 喜歡的食物：千層麵
- 喜歡的顏色：红
- 討厭的食物：無
- 喜歡的動物：所有
- 喜歡的历史人物：德肋撒修女
- 不擅长的事情：駄洒落
- 出生：9月15日
- 星座：室女座
- 血型：A
- 兴趣：看体育比赛，看电影，看书
- 喜歡的电影：《狠將奇兵》，《舞国英雄》

## 软件

### AITalk
文本朗读软件Voiceroid产品《Voiceroid +民安友绘》是由AHS開發并發行于2010年11月12日，根据声优民安友绘的声音制作，虚拟形象是梅谷阿太郎绘制的弦卷真纪，是第一款无敏感词检测（成人向）的Voiceroid产品，支援Microsoft Windows。产品附帶了二維人臉動畫軟件CrazyTalk 5 SE，其中有虚拟形象的插圖素材。

### AITalk 3
第二代Voiceroid产品《Voiceroid +民安友绘EX》是由AHS開發并發行于2014年10月30日，更新了引擎，增加了新功能。

### CeVIO AI
语言合成软件CeVIO AI朗读型产品《CeVIO AI弦卷真纪Talk Voice》和《CeVIO AI弦卷真纪Talk Voice English》都于2021年6月18日發售，對應語言分別為日語和英語，與Synthesizer V產品同樣是根據聲優田中真奈美的聲音製作，虚拟形象由梅谷阿太郎设计绘制。聲音特征為「發音清晰、活力可愛」，兩款資料庫分別具備了五種感情參數，適用於编辑器CeVIO AI。
产品的演示視頻于2021年5月13日公佈。

### Synthesizer V
歌聲合成软件Synthesizer V產品《Synthesizer V弦卷真纪AI Complete》和《Synthesizer V弦卷真纪English AI Complete》都于2021年6月18日發售，對應語言分別為日語和英語，虚拟形象由大海Chiko（大海ちこ）设计绘制。两款产品都擁有以Synthesizer V Standard與AI兩种不同引擎开发的声库，適用於Synthesizer V Studio，此外编辑器Pro版更新至1.5.0版本后，开始支持AI版声库的多语言演唱。在公关宣传中，歌聲的特征為「起沖快速、發音清晰、活力可愛」，適合演唱節奏快速或輕快的搖滾類、偶像類歌曲。AHS提供两款产品的免费精简版下载。

#### 数据库
| 歌声数据库         | 擅长音域 | 收录音阶                 |
| ------------------ | -------- | ------------------------ |
| 弦卷真纪 (日语)    | C4～G5   | C#4／F4／A#4／C5（假音） |
| 弦卷真纪 AI (日语) | A3～D#5  | 未公布                   |

| 歌声数据库         | 擅长音域 | 收录音阶         | 版本号 |
| ------------------ | -------- | ---------------- | ------ |
| 弦卷真纪 (英语)    | A#3～F5  | C4／D#4／G#4／C5 |        |
| 弦卷真纪 AI (英语) | 未公布   | 未公布           |        |

#### 演示曲
1. 〈大義名分〉／3分47秒，日語，AI／40mP作词曲[11]
2. 〈Dancing in Binary〉／3分20秒，英語，AI／Nakyamurya（なきゃむりゃ）作词曲[12]
3. 〈Dancing in Binary〉／3分20秒，英語，Standard／Nakyamurya作词曲[13]
4. 〈让世界充满笑容吧〉（世界中 笑顔になれ！）／3分47秒，日語，AI／多田彰文作词曲[14]
5. 〈Cyber Voice Gaming Girl〉（サイバーヴォイス・ゲーミングガール）／3分15秒，日語，AI／Mustie=DC作词曲[15]
6. 〈不要速通谜之游戏啊〉（謎ゲーでRTAを走るな）／3分38秒，日語，Standard／Mustie=DC作词曲[16]
7. 〈春风Ender〉（ハルカゼエンダー）／4分16秒，日語，Standard和AI／Ajimi（あじみ）作词曲[17]
8. 〈来自平凡的我〉（何者でもない私から）／5分7秒，日語和英語，Standard／azuma作词曲[18]
9. 〈Flash Back Lyrics〉／5分34秒，日語和英語，Standard和AI／DaisukeP（P）作词曲[19]
10. 〈勿让时光倒流〉（時を巻き戻さないで）／5分6秒，日語和英語，Standard和AI／Ehamic作词曲[20]
11. 〈春日寂寞〉（ハルノ寂寞）／3分9秒，日語，AI／稲葉曇作词曲[21]

## 跨媒體製作
鋼鐵交響樂
于2016年10月發佈的手機遊戲《鋼鐵交響樂》中與結月緣一同登場，并于11月27日播放的改編動畫第8集中登場，與結月緣被標記為「Voiceroid 『结月缘 弦卷真纪』」，角色们是由各自的Voiceroid軟體配音，而非聲優配音。
Recotte Studio
于2020日9月24日发售的實況影片编辑软件，可与Voiceroid软件连接，拥有弦卷真纪等部分Voiceroid角色的三维模型。